# Kreuzigung (Antonello da Messina)
Die Kreuzigung ist ein Ölgemälde von Antonello da Messina. Es entstand in der Frührenaissance in der zweiten Hälfte des 15. Jahrhunderts und gilt als eines seiner Hauptwerke. Es lassen sich noch verschiedene Einflüsse auf die Malweise Antonellos erkennen, ist aber davon weitgehend losgelöst und eigenständig.

## Entstehung und verwandte Gemälde
Antonello fertigte das Bild während seines Aufenthaltes in Venedig an. Es ist eine von drei Kreuzigungsszenen, die er schuf: die erste hatte er etwa 20 Jahre zuvor, um 1455 gemalt. Dieses Bild entstand noch in der alten Technik in Tempera auf Holz, es befindet sich heute im Nationalen Kunstmuseum in Bukarest. Etwa zwischen 1460, eventuell bereits ab 1456, und 1470 erlernte Antonello die Öltechnik von niederländischen Künstlern. Er führte diese als erster Maler in die italienische Kunst ein. Dementsprechend ist die Antwerpener Kreuzigung in Öl ausgeführt, ebenso die dritte von ihm geschaffene. Sie entstand ebenfalls um 1475 und befindet sich heute in der National Gallery in London. Für die Antwerpener Kreuzigung verwendete Antonello als Malgrund das Holz einer wilden Kastanie.
Die Unterschiede zwischen den drei Gemälden sind beträchtlich. Allen gemeinsam ist nur die monumentale Hervorhebung des Kreuzes Christi. In der Bukarester Fassung stehen die trauernden Figuren aufrecht unter den Kreuzen, es sind auch fünf statt zwei. In der Londoner Variante verzichtete Antonello auf die Darstellung der beiden mit ihm gekreuzigten Schächer, übernahm aber die Darstellung mit zwei Trauernden, die beide in sitzender Position dargestellt sind, in der Antwerpener Fassung kniet Johannes.

## Darstellung und Aussage
Der gekreuzigte Christus ist an einem langstreckten Passionskreuz dargestellt. Rechts und links neben ihm hängen die Körper der beiden Sünder Gesmas und Dismas. Sie sind an Schächerkreuzen dargestellt. Jesus neigt sein Haupt nach links, zum reuigen Sünder Dismas. Die beiden trauernden bzw. betenden Figuren sind links Maria und rechts sein Lieblingsjünger Johannes. Die Darstellung der Gekreuzigten in strenger Symmetrie als auch der Aufbau als Dreieck sind Merkmale der Malweise Antonellos.
Die Landschaft hinter dem Hauptgeschehen ist als Ideallandschaft gestaltet und zeigt möglicherweise noch Einflüsse katalanischer, ganz sicher aber niederländischer Vorbilder, insbesondere die kleine Gruppe an Personen, die sich rechts am Kreuzschaft Christi vom Geschehen wegbewegen ist ein Hinweis auf niederländische Kunst. Die helle, luftige Lichtgebung des Bildes hingegen ist eine typische venezianische Art, die er von den Bellinis (Giovanni und Gentile Bellini) übernahm und die von ihm später sein wichtigster Schüler Alvise Vivarini weiterführte. Auch hier ist die Abstufung der Tiefenwirkung durch klare Linienführung und perspektivische Genauigkeit Kennzeichen der Vorgehensweise Antonellos. Die Wasserfläche etwas unterhalb der Bildmitte hinter dem Kreuz Christi kann ein Hinweis auf den See Genezareth sein.
Die genaue Darstellung der Körper war nur durch die Öltechnik möglich. Ihre komplizierte, verrenkte Art der Darstellung verrät gute Kenntnisse der menschlichen Anatomie als auch der perspektivischen Malerei. Wichtig für die Deutung des Bildes ist das entspannte, liebevolle Gesicht Christi im Gegensatz zu denjenigen der Sünder.
Im unteren Drittel des Bildes stellte Antonello drei Gegenstände dar, von denen zwei Bedeutung für die Aussage haben. Zum einen, in der Mitte unten, einen Schädel mit einer Schlange. Im Gegensatz zu vielen Schädelabbildungen handelt es sich aber nicht um ein Memento mori mit einer Vanitas-Aussage, sondern um einen Hinweis auf das Alte Testament: der Schädel ist derjenige von Adam, die Schlange symbolisiert die Erbsünde. Er ist ein Hinweis auf die Hinrichtungsstätte Golgata selbst, nach Origenes soll dort Adams Schädel begraben worden sein. Rechts daneben befindet sich die Abbildung einer Eule, die aus dem Bild und damit von Jesus selbst wegschaut. Es handelt sich um ein Symbol für das Judentum, das sich von Jesus abgewendet hat. Der dritte Gegenstand ist der abgebrochene Holzpflock links. Auf ihm befindet sich eine angenagelte Schriftrolle. Sie enthält die Signatur Antonellos: "1475. Antonellus messanes me o¯o pinxit". Die Abbreviatur o¯o steht für oleo, also für die Öltechnik. Antonello wollte damit ausdrücken, dass er zwar die neue Technik nicht mehr für sich behielt – er hatte sie längst an seine Schüler und Kollegen weitergegeben – aber dennoch, dass er sie als eine Besonderheit verstanden wissen wollte.
Die Aussage des Bildes ergibt sich aus der Zusammenfassung der Einzelsymbole: Die Erbsünde ist durch den Tod Christi überwunden. Wer an ihn, im Gegensatz zu den Sündern glaubt, wird den Tod überwinden und das ewige Leben finden. Nochmals verstärkt wird die Aussage durch einen kleinen Baumstumpf, der sich auf Höhe der sich fortbewegenden Personengruppe links des Kreuzesschafts befindet: aus ihm sprießt neues Leben, ein Symbol für die Ablösung des Alten Bundes mit Gott durch den Neuen Bund, der mit dem Tod Christi besiegelt wird.

## Verbleib
Den Anmerkungen Ernst Försters zu Giorgio Vasaris "Le Vite de' più eccellenti pittori scultori ed architettori", deutsch: "Lebensbeschreibungen der ausgezeichnetsten Maler, Bildhauer und Architekten" kann entnommen werden, dass das Gemälde früh in die Niederlande kam. Es befand sich lange im Besitz einer Familie Maelcamp, bevor es in das Eigentum eines Herrn van Ertborn in Utrecht kam, dort muss es um die 1820/30er Jahre gewesen sein. Heute befindet es sich im Königlichen Museum der Schönen Künste in Antwerpen.